# Artem Dalakjan
Artem Dalakian (ukrainisch Артем Далакян; * 10. August 1987 in Baku, Aserbaidschanische SSR) ist ein ukrainischer Profiboxer armenischer Herkunft und aktueller ungeschlagener WBA-Weltmeister im Fliegengewicht. Er steht bei Union Boxing Promotion unter Vertrag. Sein erster Trainer war Igor Gapon. Aktuell wird er von seinem Landsmann Andriy Syniepupov, selbst ehemaliger Profiboxer, trainiert.
Der 1,64 Meter große Linksausleger begann mit dem Boxen, als er 13 Jahre alt war.

## Profikarriere
Ende August des Jahres 2011 gab Dalakian sein Debüt als Profi und schlug dabei Artur Oganesian durch T.K.o. in Runde 3.
Gegen den US-amerikanischen Amateurweltmeister von 1999 im Halbfliegengewicht Brian Viloria boxte er am 24. Februar 2018 um den vakanten Weltmeistergürtel des Verbandes WBA und gewann durch einstimmigen Beschluss.